# Rijksarchief te Aarlen

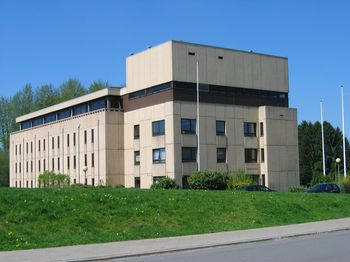
Rijksarchief te Aarlen

Het Rijksarchief te Aarlen is een van de twintig vestigingen van het Belgische Rijksarchief. Het is gevestigd in Aarlen en bewaart archieven met betrekking tot de provincie Luxemburg.

## Geschiedenis
Het Rijksarchief te Aarlen werd opgericht bij koninklijk besluit van 15 november 1849. Initieel was de bewaarplaats ondergebracht in het provinciehuis; in 1860 werd voor het archief een nieuwe vleugel aan de Place Léopold gebouwd. Daar bleef het Rijksarchief tot 1963. Tijdens de volgende jaren was de instelling erg geïmproviseerd gehuisvest: de archieven werden bewaard in Guirsch, maar de leeszaal bleef in Aarlen.
In 1980 verhuisde het Rijksarchief naar een nieuw gebouw aan de rand van Aarlen. Van 2017 tot 2021 vonden uitbreidingswerken plaats, zodat de opslagcapiteit aangroeide tot 36 strekkende kilometer. Als gevolg daarvan werd besloten in 2019 het Rijksarchief te Saint-Hubert, dat in 1962 was opgericht als hulpdepot, te sluiten: die archiefbewaarplaats ging volledig op in het Rijksarchief te Aarlen.

## Collectie
Het Rijksarchief te Aarlen bewaart archief van de provinciale instellingen van de provincie Luxemburg en archief van regionale en lokale instellingen of van privépersonen die gevestigd zijn op het grondgebied van deze provincie.
- Provinciaal, regionaal en lokaal overheidsarchief uit het ancien régime.
- Archief van overheidsinstellingen uit de hedendaagse periode (sinds 1795).
- Archief van kerkelijke instellingen uit het ancien régime.
- Een honderdtal bestanden met parochiearchief (zowel ancien régime als hedendaags).
- Notariaatsarchief.
- Privaatrechtelijk archief (450 bestanden, 14e-21e eeuw).
- Genealogische en heraldische bronnen.
- Collecties kaarten en plattegronden.
- Collectie affiches (19e – 20e eeuw).
- Beeldmateriaal en zegels.